# Universidad Finis Terrae
La Universidad Finis Terrae (UFT) es una universidad privada y católica chilena, emplazada en Santiago de Chile. Fue constituida y fundada en 1981, inaugurando su primer año académico en 1988 con las facultades de derecho e ingeniería comercial, alcanzando su autonomía institucional en 1996. Es miembro de la Regnum Christi International Universities (RIU), administrada por los Legionarios de Cristo y la federación Regnum Christi.
Actualmente se encuentra acreditada por la Comisión Nacional de Acreditación (CNA-Chile) por un período de 5 años (de un máximo de 7), desde febrero de 2024 hasta febrero de 2029.Figura en la posición 34 dentro de las universidades chilenas según la clasificación webométrica SCImago Institutions Rankings (SIR) 2024.Está en la posición 33 según el ranking de Webometrics 2024.

## Facultades
La universidad cuenta con 9 facultades:
- Facultad de Derecho (Desde 1988)
- Facultad de Medicina (Desde 2002)
- Facultad de Economía y Negocios (Desde 1988)
- Facultad de Ingeniería (Desde 2013)
- Facultad de Educación, Psicología y Familia (Desde 2000)
- Facultad de Humanidades y Comunicaciones (Desde 1989)
- Facultad de Odontología (Desde 2002)
- Facultad de Arquitectura y Diseño (Desde 1989)
- Facultad de Artes (Desde 1993)

## Egresados destacados
| Política - Felipe Alessandri, alcalde de Santiago - Jorge Durán, diputado - Joaquín Godoy, exdiputado - Issa Kort, diputado - Maite Orsini, diputada. - Marcela Sabat, diputada y senadora - Jaime Parada, concejal por Providencia y activista LGTB+ - Hernán Larraín Matte, expresidente de Evópoli - María Teresa Browne, exgobernadora de la Provincia de Biobío Historia - Manuel Vicuña, historiador Deporte - Tomás González, gimnasta - Rainer Wirth, futbolista. Periodismo - Rafael Araneda, presentador de televisión - Matías del Río, conductor de noticias - Javiera Suárez, presentadora de televisión - Felipe Vidal, conductor de noticias - Esteban Guzmán Rioseco, activista LGTB+ y corresponsal | Teatro - Alfredo Allende, actor - Ignacia Baeza, actriz - Lorena Bosch, actriz - Lucy Cominetti, actriz - Camila Hirane, actriz - María José Illanes, actriz - Paloma Moreno, actriz - María Gracia Omegna, actriz - Pato Pimienta, comediante - Monserrat Prats, actriz - Bárbara Ruiz-Tagle, actriz - Andrea Velasco, actriz Derecho |